# منطقة ليشتنفلز
مِنْطَقَة ليشتنفلز (بالأَلمانِيَّة: Landkreis Lichtenfels) هي دائِرَة أَلمانِيَّة تَّابعة لمُحافظة فرانكُونيا العُليا في وِلاَية باڤارِيا في جُمهُوريَّة أَلمَانيَا الاِتّحاديّة. بمِساحة تُقَدَّر بحَوالَي 57 كم².

## وصلات خارجية
- الصّفحة الرّسميّة لليشتنفلز (بالألمانية)